# محمد البراك
محمد البراك (1981-) من قارئي القرآن الكريم ومن أئمة المساجد في دولة الكويت ، حصل على البكالوريوس من جامعة أم القرى بمكة المكرمة، ثم حصل على شهادة الماجستير في جامعة الكويت المسجد الكبير بالكويت.

## نبذة عن حياته
هو محمد بن جاسم بن محمد بن مبارك البراك ، من مواليد دولة الكويت في السنة الهجرية 1401 هـ / الموافق 5 سبتمبر 1981م ، متزوج وله من الذرية بنتين وولد وهما رتاج - رناد - جاسم ، ويكنّى بأبي جاسم ، وهو قارئ للقراّن الكريم وإمام في مساجد دولة الكويت ومهتم وباحث ودكتور بالاقتصاد الإسلامي ، ويتمتّع بصوت عذب وقوّة في التحكّم بطبقات الصوت.

## روابط خارجية
- مصحف الشيخ محمد البراك في موقع تلفزيون القران
- مصحف الشيخ محمد البراك في موقع رياض القران
- مصحف الشيخ محمد البراك في موقع السبيل